# Geflecktes Ferkelkraut
Das Gefleckte Ferkelkraut (Hypochaeris maculata) ist eine Pflanzenart aus der Gattung der Ferkelkräuter (Hypochaeris) innerhalb der Familie der Korbblütler (Asteraceae).

## Beschreibung

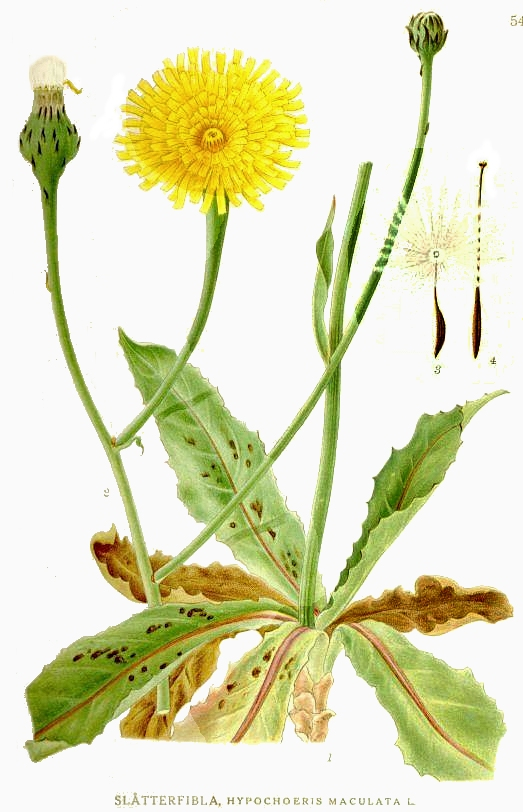
Illustration

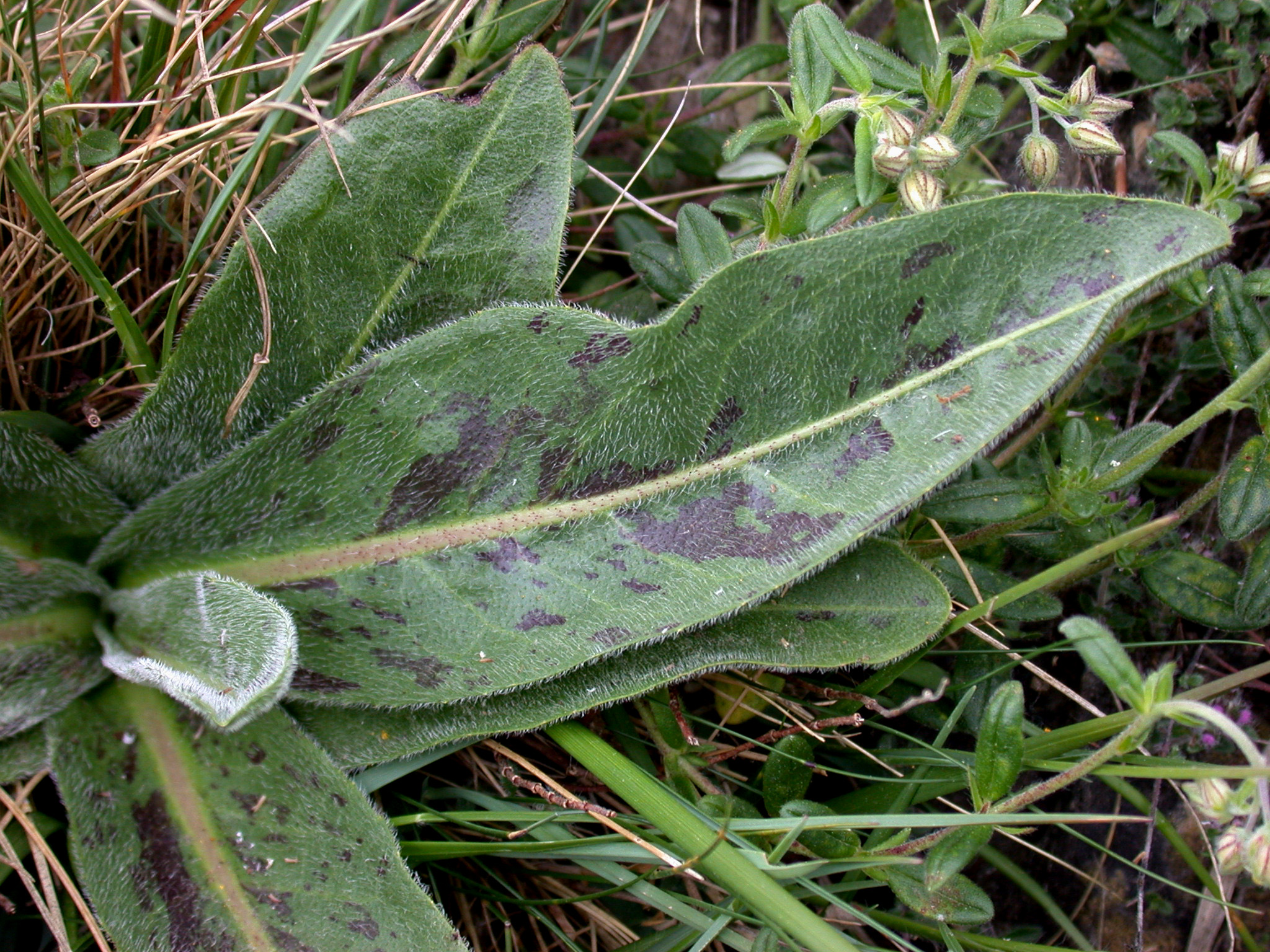
Grundblätter

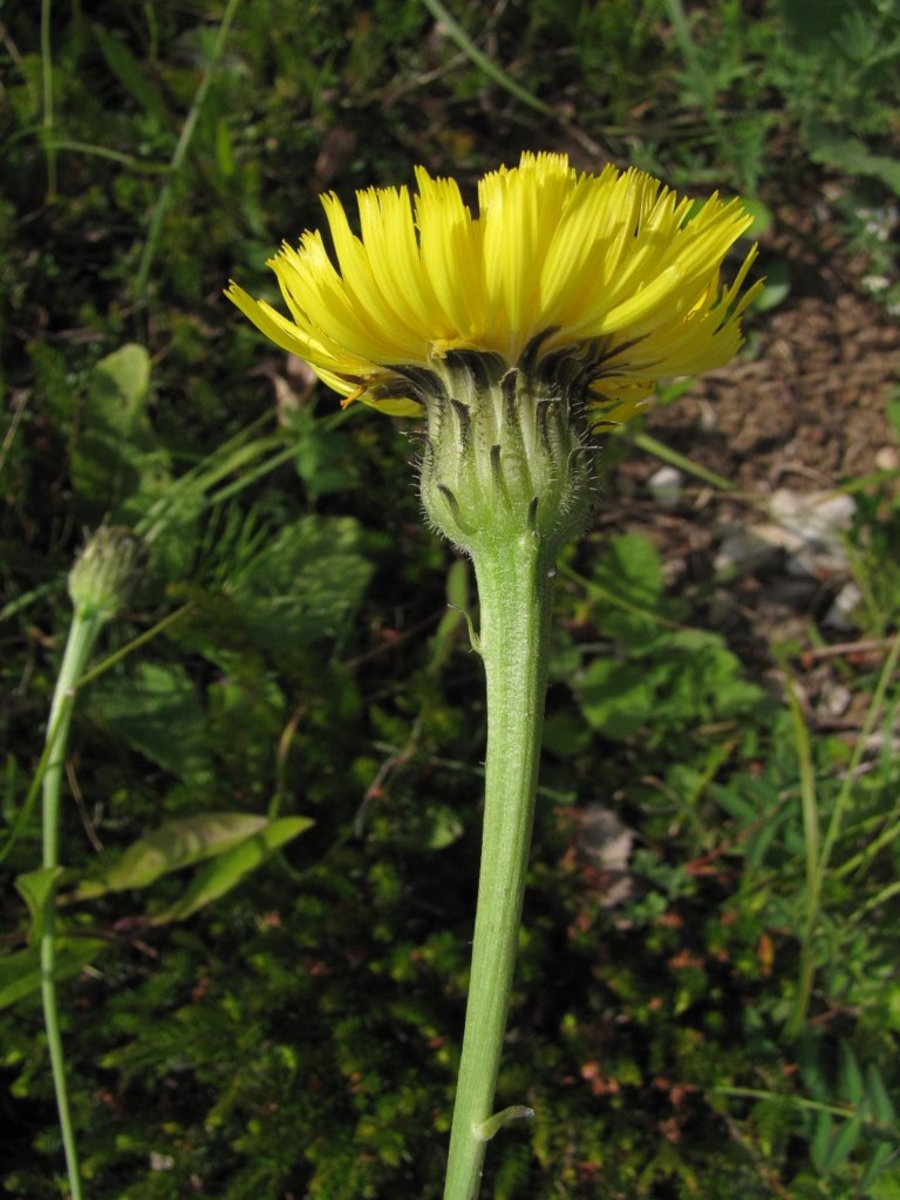
Blütenkorb von der Seite, gut zu erkennen ist der Blütenkorbschaft, die Korbhülle und die äußeren Zungenblüten

### Vegetative Merkmale
Das Gefleckte Ferkelkraut ist eine ausdauernde krautige Pflanze und erreicht Wuchshöhen von 20 bis 100 Zentimetern. Der Stängel ist aufrecht, einfach oder verzweigt mit zwei bis drei Ästen, stielrund, gefurcht, rau behaart und besitzt selten ein bis meist zwei bis vier Blätter. Die grundständigen Laubblätter sind rosettig angeordnet, meist braun gefleckt, kurz steif behaart und liegen dem Boden angedrückt, ungestielt aber allmählich zum Grund hin verschmälert. Die Grundblätter länglich bis verkehrt-eiförmig und ringsum entfernt seicht buchtig gezähnt.

### Generative Merkmale
Die Blütezeit erstreckt sich von Mai bis August. Die Blütenkörbe befinden sich an oberen Ende der Verzweigungen, die unter den Körben etwas verdickt sind. Der Korbboden besitzt Spreublätter. Die Hüllblätter sind alle ganzrandig, 18 bis 25 Millimeter lang und steif behaart. Die äußeren Hüllblätter sind lanzettlich und stehen an der Spitze ab; die inneren sind linealisch-lanzettlich und oberwärts gelblich filzig berandet. Die Zungenblüten sind zitronengelb und doppelt so lang wie die Hüllblätter.
Die Achäne ist geschnäbelt und 15 bis 17 Millimeter lang. Ihr Pappus ist einreihig und alle Pappushaare sind fedrig.
Die Chromosomenzahl beträgt 2n = 10.

## Ökologie
Beim Gefleckten Ferkelkraut handelt es sich um einen Hemikryptophyten.
Gallbildungen werden durch Aulax andrei hervorgerufen.

## Vorkommen
Das Gefleckte Ferkelkraut ist ein (kontinental-submediterranes) Florenelement, dessen europäisches Hauptverbreitungsgebiet in Südosteuropa liegt. Auf den Britischen Inseln tritt es zerstreut auf, nach Süden erstreckt sich das Verbreitungsgebiet in Europa bis zu den Pyrenäen, der Provence, Norditalien und der Balkanhalbinsel. Außerhalb Europas kommt Hypochaeris maculata in Xinjiang, im Kaukasusraum und in Sibirien vor.
In Mitteleuropa fehlt es im Tiefland westlich der Elbe oder es ist dort sehr selten; östlich davon tritt es im Mittelgebirge mit Lehmböden und im Alpenvorland nur selten auf; in den Kalkalpen kommt man es nur vereinzelt vor, und es steigt selten über 1500 m Höhe auf; In Niederösterreich tritt es zerstreut auf. In den Allgäuer Alpen steigt es bis zu einer Höhenlage von 1000 Metern auf. In Tirol erreicht es am Reschenpass 1500 Meter, im Kanton Wallis 1800 Meter.
Die ökologischen Zeigerwerte nach Landolt et al. 2010 sind in der Schweiz: Feuchtezahl F = 3w+ (mäßig feucht aber stark wechselnd), Lichtzahl L = 3 (halbschattig), Reaktionszahl R = 4 (neutral bis basisch), Temperaturzahl T = 4 (kollin), Nährstoffzahl N = 3 (mäßig nährstoffarm bis mäßig nährstoffreich), Kontinentalitätszahl K = 4 (subkontinental).
Das Gefleckte Ferkelkraut besiedelt Halbtrockenrasen, extensiv genutzte Weiden, Wald- und Gebüschsäume sowie lichte trockene Wälder. Das Gefleckte Ferkelkraut gedeiht in Mitteleuropa meist auf stickstoffarmen, kalkhaltigen oder etwas entkalkten, wechseltrockenen, humosen, locker sandigen Lehm- oder Tonböden. Es kommt vor in Pflanzengesellschaften der Verbände Mesobromion, aber auch Cirsio-Brachypodion, Molinion, Violion caninae, Geranion sanguinei oder Potentillo-Quercion.

## Systematik
Die Erstveröffentlichung von Hypochaeris maculata erfolgte 1753 durch Carl von Linné in Species Plantarum, Tomus II, Seite 810.
Je nach Autor gibt es wenige Unterarten:
- Hypochaeris maculata L. subsp. maculata[6]
- Hypochaeris maculata subsp. pelivanovicii (Velen.) Hayek (Syn.: Hypochaeris pelivanovicii Velen.): Sie kommt in Albanien, Bulgarien, Serbien, Montenegro, Makedonien und Bosnien-Herzegowina vor.[6]